# Baladou
 Baladou  (en occitano Baladon) es una comuna y población de Francia, en la región de Mediodía-Pirineos, departamento de Lot, en el distrito de Gourdon y cantón de Martel.
Su población en el censo de 1999 era de 323 habitantes.
Está integrada en la Communauté de communes du Canton de Martel .

## Demografía
| 310 | 286 | 271 | 256 | 295 | 323 |
| Para los censos de 1962 a 1999 la población legal corresponde a la población sin duplicidades (Fuente: INSEE [Consultar]) |     |     |     |     |     |